# Chen Xingtong
Chen Xingtong (chinesisch 陳幸同 / 陈幸同, Pinyin Chén Xíngtóng; * 27. Mai 1997 in Shenyang) ist eine chinesische Tischtennisspielerin. Sie gewann mehrere Goldmedaillen mit der Mannschaft.

## Werdegang
Ab 2012 wurde Chen international eingesetzt, zunächst vor allem im Jugendbereich. Unter anderem wurde sie zwischen 2013 und 2015 dreimal in Folge Jugend-Asienmeisterin im Einzel und 2014 Jugend-Weltmeisterin im Doppel und Mixed. Beide Wettbewerbe gewann sie außerdem insgesamt sechsmal mit dem chinesischen Team. Ab Oktober 2013 wurde sie in den Top 100 der Weltrangliste geführt, und ab 2017 trat sie verstärkt im Erwachsenenbereich an. In diesem Jahr wurde sie Asienmeisterin im Mixed und gewann mit den Hungarian Open ihr erstes World-Tour-Turnier – sowohl im Einzel als auch im Doppel –, nachdem sie unter anderem Chen Meng geschlagen hatte. Bei den Swedish Open im November gewann sie unter anderem gegen Weltmeisterin Ding Ning sowie gegen die Weltranglistenerste und -zweite Zhu Yuling und Chen Meng, holte so einen weiteren Titel und rückte im Dezember in die Top 10 der Weltrangliste vor. Im Doppel mit Sun Yingsha siegte sie zudem bei den Japan und Austrian Open. Im Einzel qualifizierte sie sich für die Grand Finals, bei denen sie ins Halbfinale kam und dort gegen Zhu Yuling ausschied.
2018 war sie Teil des chinesischen Teams, das beim World Team Cup und bei den Asienspielen Gold holte; im Einzel gelangen ihr jedoch keine Titelgewinne, während sie im Doppel mit Sun Yingsha die Hungarian, Hong Kong und Swedish Open gewann und sich so für die Grand Finals qualifizierte. Dort gewannen sie Silber, im Einzel schied Chen Xingtong in der ersten Runde gegen die spätere Siegerin Chen Meng aus. Im Jahr darauf fiel sie in der Weltrangliste zwischenzeitlich auf Platz 21 zurück, gewann aber die Bulgaria Open 2019 und Czech Open 2019, wobei sie jeweils Mima Itō und Miu Hirano schlagen konnte. Bei den Grand Finals kam sie ins Viertelfinale.
2021 nahm sie an ihrer ersten Weltmeisterschaft teil und erreichte dort das Viertelfinale, das sie gegen die spätere Siegerin Wang Manyu verlor. Bei der Mannschafts-WM 2022 war sie Teil des chinesischen Teams, das Gold gewann. 2023 traf Chen im WM-Viertelfinale erneut auf die amtierende Weltmeisterin Wang Manyu, die sie mit 4:0 bezwingen konnte, und gewann nach einer Halbfinalniederlage gegen Chen Meng Bronze.

## Doppelpartnerinnen
- 2017–2018: Sun Yingsha

## Niederlagen gegen Nicht-Chinesinnen
| Veranstaltung              | Jahr | Gegnerin         | Erg. |
| -------------------------- | ---- | ---------------- | ---- |
| Korea Open                 | 2014 | Kasumi Ishikawa  | 1:4  |
| Japan Open                 | 2014 | Feng Tianwei     | 1:4  |
| Jugend-Asienmeisterschaft  | 2015 | Miyu Katō        | 1:3  |
| German Open                | 2016 | Ai Fukuhara      | 1:4  |
| China Open                 | 2016 | Shan Xiaona      | 3:4  |
| Japan Open                 | 2017 | Zeng Jian        | 3:4  |
| German Open                | 2018 | Kasumi Ishikawa  | 0:4  |
| China Open                 | 2018 | Han Ying         | 0:4  |
| Japan Open                 | 2018 | Mima Itō         | 3:4  |
| Korea Open                 | 2018 | Honoka Hashimoto | 1:4  |
| German Open                | 2020 | Honoka Hashimoto | 2:4  |
| Asian Cup                  | 2022 | Manika Batra     | 3:4  |
| WTT Star Contender Bangkok | 2024 | Suh Hyo-won      | 2:3  |

## Turnierergebnisse
Nennung von internationalen Turnierteilnahmen:
| Verband | Veranstaltung                | Jahr     | Ort               | Land | Einzel        | Doppel        | Mixed         | Team   |
| ------- | ---------------------------- | -------- | ----------------- | ---- | ------------- | ------------- | ------------- | ------ |
| CHN     | Asian Cup                    | 2022     | Bangkok           | THA  | letzte 16     |               |               |        |
| CHN     | Asienmeisterschaft           | 2024     | Astana            | KAZ  | Viertelfinale | Halbfinale    |               | Silber |
| CHN     | Asienmeisterschaft           | 2023     | Pyeongchang       | KOR  | Halbfinale    |               | Gold          | Gold   |
| CHN     | Asienmeisterschaft           | 2017     | Wuxi              | CHN  |               |               | Gold          |        |
| CHN     | Asienspiele                  | 2022     | Hangzhou          | CHN  |               |               |               | Gold   |
| CHN     | Asienspiele                  | 2018     | Jakarta           | INA  |               |               |               | Gold   |
| CHN     | Grand Smash                  | 2025     | Singapur          | SGP  | Halbfinale    |               |               |        |
| CHN     | Grand Smash                  | 2024     | Peking            | CHN  | Halbfinale    | Gold          |               |        |
| CHN     | Grand Smash                  | 2024     | Singapur          | SGP  | Halbfinale    |               |               |        |
| CHN     | WTT Series (Champions)       | 2025     | Yokohama          | JPN  | Gold          |               |               |        |
| CHN     | WTT Series (Champions)       | 2025     | Incheon           | KOR  | Silber        |               |               |        |
| CHN     | WTT Series (Champions)       | 2025     | Chongqing         | CHN  | Silber        |               |               |        |
| CHN     | WTT Series (Champions)       | 2024     | Frankfurt am Main | GER  | Halbfinale    |               |               |        |
| CHN     | WTT Series (Contender)       | 2024     | Taiyuan           | CHN  | Gold          | Silber        | Viertelfinale |        |
| CHN     | WTT Series (Contender)       | 2023     | Taiyuan           | CHN  | Viertelfinale | Gold          |               |        |
| CHN     | WTT Series (Star Contender)  | 2023     | Lanzhou           | CHN  | Halbfinale    | Viertelfinale |               |        |
| CHN     | WTT Series (Star Contender)  | 2023     | Bangkok           | THA  | Gold          | Gold          | Gold          |        |
| CHN     | WTT Series (Champions)       | 2023     | Xinxiang          | CHN  | Halbfinale    |               |               |        |
| CHN     | WTT Series (Champions)       | 2022     | Macau             | MAC  | Silber        |               |               |        |
| CHN     | WTT Series (Contender)       | 2022 (9) | Maskat            | OMN  | Gold          | Gold          | Gold          |        |
| CHN     | WTT Series (Contender)       | 2022     | Maskat            | OMN  | letzte 16     | Halbfinale    | Gold          |        |
| CHN     | ITTF World Tour              | 2019     | Olmütz            | CZE  | Gold          | letzte 16     |               |        |
| CHN     | ITTF World Tour              | 2019     | Panagjurischte    | BUL  | Gold          | Halbfinale    |               |        |
| CHN     | ITTF World Tour              | 2019     | Hongkong          | HKG  | letzte 32     | Halbfinale    |               |        |
| CHN     | ITTF World Tour              | 2018     | Linz              | AUT  | letzte 16     | Silber        |               |        |
| CHN     | ITTF World Tour              | 2018     | Stockholm         | SWE  | letzte 16     | Gold          |               |        |
| CHN     | ITTF World Tour              | 2018     | Kitakyushu        | JPN  | Halbfinale    |               | Gold          |        |
| CHN     | ITTF World Tour              | 2018     | Shenzhen          | CHN  | letzte 16     | Viertelfinale | Gold          |        |
| CHN     | ITTF World Tour              | 2018     | Hongkong          | HKG  | Silber        | Gold          |               |        |
| CHN     | ITTF World Tour              | 2018     | Doha              | QAT  | letzte 16     | Silber        |               |        |
| CHN     | ITTF World Tour              | 2018     | Budapest          | HUN  | Halbfinale    | Gold          |               |        |
| CHN     | ITTF World Tour              | 2017     | Stockholm         | SWE  | Gold          |               |               |        |
| CHN     | ITTF World Tour              | 2017     | Linz              | AUT  | letzte 16     | Gold          |               |        |
| CHN     | ITTF World Tour              | 2017     | Gold Coast        | AUS  | Viertelfinale | Silber        |               |        |
| CHN     | ITTF World Tour              | 2017     | Tokio             | JPN  | letzte 32     | Gold          |               |        |
| CHN     | ITTF World Tour              | 2017     | Budapest          | HUN  | Gold          | Gold          |               |        |
| CHN     | WTT Finals                   | 2024     | Fukuoka           | JPN  | Silber        | Halbfinale    |               |        |
| CHN     | WTT Finals                   | 2023     | Nagoya            | JPN  | Halbfinale    |               |               |        |
| CHN     | WTT Cup Finals               | 2022     | Xinxiang          | CHN  | Viertelfinale |               |               |        |
| CHN     | WTT Cup Finals               | 2021     | Singapur          | SGP  | Viertelfinale |               |               |        |
| CHN     | ITTF World Tour Grand Finals | 2019     | Zhengzhou         | CHN  | Viertelfinale |               |               |        |
| CHN     | ITTF World Tour Grand Finals | 2018     | Incheon           | KOR  | letzte 16     | Silber        |               |        |
| CHN     | ITTF World Tour Grand Finals | 2017     | Astana            | KAZ  | Halbfinale    |               |               |        |
| CHN     | World Team Cup               | 2018     | London            | ENG  |               |               |               | Gold   |
| CHN     | World Cup                    | 2025     | Macau             | MAC  | Halbfinale    |               |               |        |
| CHN     | World Cup                    | 2024     | Macau             | MAC  | letzte 16     |               |               |        |
| CHN     | Jugend-Asienmeisterschaft    | 2015     | Kuala Lumpur      | MAS  | Gold          | Silber        |               | Gold   |
| CHN     | Jugend-Asienmeisterschaft    | 2014     | Mumbai            | IND  | Gold          | Silber        |               | Gold   |
| CHN     | Jugend-Asienmeisterschaft    | 2013     | Doha              | QAT  | Gold          | letzte 16     |               | Gold   |
| CHN     | Jugend-Asienmeisterschaft    | 2012     | Jiangyin          | CHN  | Halbfinale    |               |               | Gold   |
| CHN     | Weltmeisterschaft            | 2025     | Doha              | QAT  | Halbfinale    | letzte 32     |               |        |
| CHN     | Weltmeisterschaft            | 2024     | Busan             | KOR  |               |               |               | Gold   |
| CHN     | Weltmeisterschaft            | 2023     | Durban            | RSA  | Halbfinale    |               |               |        |
| CHN     | Weltmeisterschaft            | 2022     | Chengdu           | CHN  |               |               |               | Gold   |
| CHN     | Weltmeisterschaft            | 2021     | Houston           | USA  | Viertelfinale |               |               |        |
| CHN     | Jugend-Weltmeisterschaft     | 2015     | Vendee            | FRA  | Halbfinale    | Viertelfinale | Silber        | Gold   |
| CHN     | Jugend-Weltmeisterschaft     | 2014     | Shanghai          | CHN  | Viertelfinale | Gold          | Gold          | Gold   |